# Малатеста, Баттиста
Батти́ста Малате́ста (итал. Battista Malatesta; ок. 1384—1448), известна как Баттиста ди Монтефе́льтро, также Баттиста — итальянская поэтесса эпохи Возрождения.

## Жизнь
Баттиста Малатеста была дочерью Антонио II да Монтефельтро, графа Урбино, и внучкой Федерико II да Монтефельтро. Она вышла замуж 14 июня 1405 года за Галеаццо Малатеста, наследника светлости Пезаро. 
Галеаццо пришел к власти в 1429 году, но его правление вызвало такое неодобрение населения, что после двух лет правления в 1431 году он был изгнан из своего города. Его жена вернулась в свой старый дом в Урбино. Около двадцати лет она прожила вдовствующей и уединённой жизнью. 
Она умерла как сестра Францисканского Ордена Санта-Кьяра в 1448 году.

## "Об учебе и литературе"
Баттиста была образованной женщиной из дворянской семьи, обладая знаниями в области философии и языков. Она проявила себя как поэтесса и оратор. С ней вел переписку Леонардо Бруни. В его письме к Баттисте из Монтефельтро, озаглавленном "Об учебе и литературе," написанном в 1424 году, Бруни изложил программу обучения, которая, по его мнению, была подходящей для женщин. Это письмо иллюстрирует гуманистическую идею о том, что изучение классической литературы должно быть доступно как мужчинам, так и женщинам. "Об учебе и литературе" считается одним из первых известных примеров гуманистического диалога по поводу женского образования.
Когда император Сигизмунд проезжал через Урбино в 1433 году, он был встречен Баттистой с торжественной речью на латинском языке, которая полвека спустя все еще признавалась выдающейся и достойной публикации.